# Oscar Domingo Sarlinga

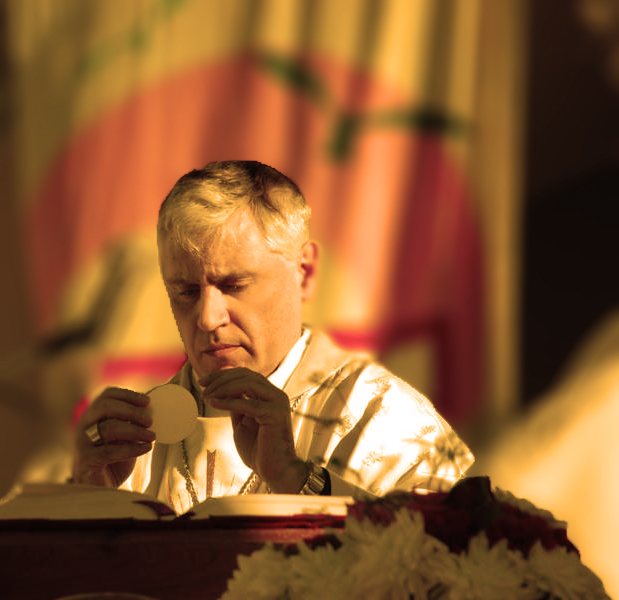
Der Bischof bei der Eröffnung des "Jahres des Glaubens" in der Diözese Zárate-Campana

Oscar Domingo Sarlinga (* 20. Mai 1963 in Buenos Aires, Argentinien) ist ein römisch-katholischer Geistlicher und emeritierter Bischof von Zárate-Campana.

## Leben
Oscar Domingo Sarlinga empfing am 30. April 1990 die Priesterweihe.
Papst Johannes Paul II. ernannte ihn am 12. April 2003 zum Titularbischof von Uzalis und zum Weihbischof in Mercedes-Luján. Die Bischofsweihe spendete ihm der Erzbischof von Mercedes-Luján, Rubén Héctor di Monte am 17. Mai desselben Jahres; Mitkonsekratoren waren Jorge Mario Kardinal Bergoglio SJ, Erzbischof von Buenos Aires, und Emilio Ogñénovich, emeritierter Erzbischof von Mercedes-Luján.
Am 3. Februar 2006 ernannte ihn Papst Benedikt XVI. zum Bischof von Zárate-Campana. Die feierliche Amtseinführung (Inthronisation) fand am 18. Februar desselben Jahres statt.
Nachdem Vorwürfe wegen Veruntreuung, Geldwäsche und Machtmissbrauch aufgekommen waren, leitete Papst Franziskus im Jahre 2013 ein Untersuchungsverfahren ein. Am 3. November 2015 nahm Papst Franziskus den von Oscar Sarlinga angebotenen Rücktritt als Bischof von Zárate-Campana an.

## Galerie

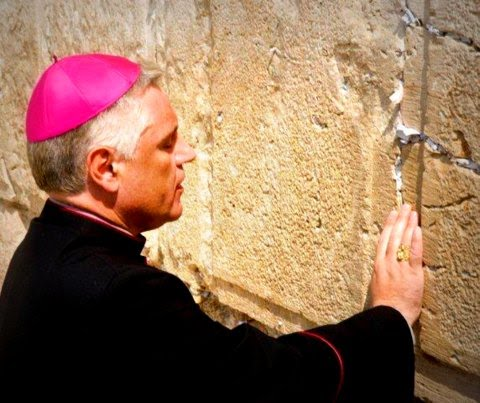
Oscar Sarlinga am Kotel
Bischofswappen von Sarlinga